# Macronus gularis
El timalí goliestriado (Macronus gularis) es una especie de ave paseriforme de la familia Timaliidae propia del sur y sureste de Asia.

## Descripción
La especie posee una lista superciliar amarillenta distintiva y su pileo es rufo. Su garganta es amarillenta con pintas marrones.  Su llamado es un chonk-chonk-chonk-chonk-chonk que repite con frecuencia.
Se alimentan en pequeños grupos y deambulan por entre la vegetación baja. Se reproducen en la temporada previa a los monzones desde febrero hasta julio y construyen un nido con pastos y hojas con forma que se asemeja a una bola.

## Distribución

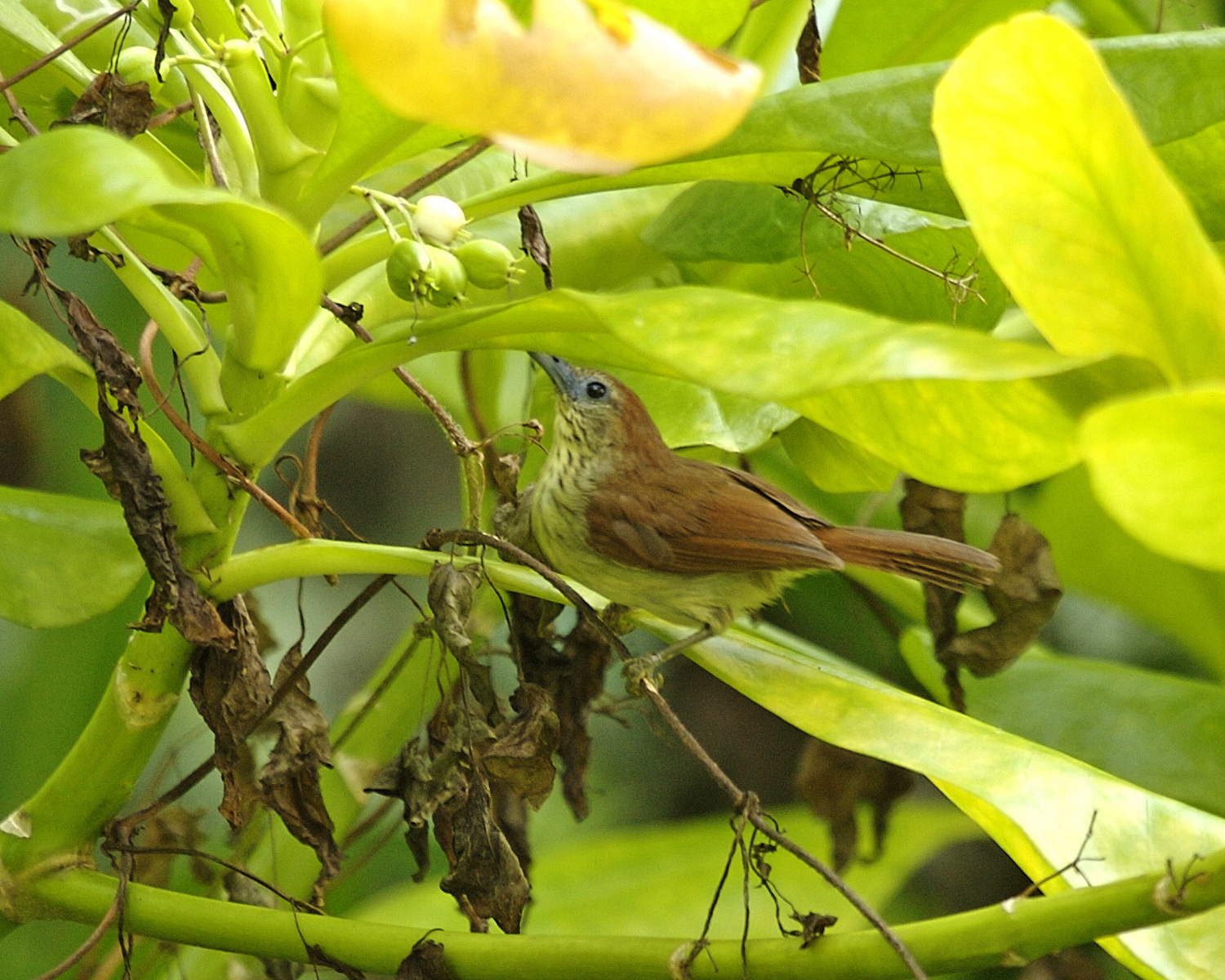
En Bintan, Indonesia.

La especie se distribuye en una amplia superficie que abarca Bangladés, Birmania, Bután, Brunéi, Camboya, China, India, Indonesia, Laos, Malasia, Nepal, Filipinas, Singapur, Tailandia y Vietnam.
En la India existe una población disjunta en el sur. Esta población fue relevada por  Salim Ali desde Antharasanthe cerca del dique de Kabini. Luego del registro inicial no existen registros posteriores. La población sureña fue redescubierta en la zona de Masinagudi en el parque nacional Mudumalai en el 2004.
Oras poblaciones se encuentran en el norte de los Ghats orientales.